# Sujet (philosophie)
Pour les articles homonymes, voir Sujet.
 (octobre 2012).
Si vous disposez d'ouvrages ou d'articles de référence ou si vous connaissez des sites web de qualité traitant du thème abordé ici, merci de compléter l'article en donnant les références utiles à sa vérifiabilité et en les liant à la section « Notes et références ».
 (novembre 2014).
 (juillet 2025).
- Si vous ne connaissez pas le sujet, laissez ce bandeau (vous pouvez alors contacter les auteurs).
- Si vous supprimez le contenu mis en cause (vous pouvez préalablement contacter les auteurs),

argumentez précisément cette suppression dans la page de discussion
(un manque de référence n'est pas un argument ; une recherche réelle de référence doit avoir été effectuée, être formellement documentée).
Le sujet est, en logique, la partie de la proposition à laquelle est attribuée un prédicat. En métaphysique, le sujet est l'être réel doté de qualités et qui produit des actes. Le sujet est à la fois ce qui est objet de la pensée et de la connaissance et le support de certaines autres réalités (actes, conscience, perception, droit, etc.).

## Distinctions
D'une part, l'idée de sujet en tant que telle renvoie à une réalité dont on peut dire qu’on lui attribue certaines qualités (corporelles, psychiques, morales, juridiques, etc.) : le sujet est une personne dont on parle et que l'on décrit. Cette personne existe dans le temps et l'espace comme un objet alors que certaines de ses qualités demeurent absolument invisibles, intestables. C'est autrui, dont on peut demander qui il est proprement et pour moi. On attribue également au sujet des qualités morales et des défauts, ainsi que des droits : le sujet peut être porteur de droits (droit de vivre, de penser, de se déplacer, etc.), impliquant également la notion de personne, de reconnaissance légale. On lui attribue des devoirs : le sujet peut être soumis à une hiérarchie politique (par exemple, le sujet doit obéissance à son souverain, où il lui est conféré la qualité de citoyen ou citoyenne) ou à une loi morale, c’est-à-dire à un « devoir être » (ce qui implique la responsabilité et la liberté du sujet). Dans ce cas, le fait d'être n'est pas suffisant pour constituer un sujet : il doit être, pour être. Un sujet peut aussi être psychologique et individuel (moi, esprit, conscience) ou encore groupal, sociétal, national
D'autre part, le sujet renvoie à une réalité dont on peut dire qu’elle a la faculté de parler « à la première personne », c’est-à-dire de se désigner elle-même comme référence de son discours. La personne qui se considère en tant que sujet rapporte à elle-même certains actes, des pensées, des perceptions, des sentiments, des désirs, etc. Ce qui introduit l'idée du « je », du « mien », « de ce qui m'est propre ». De la question de ce qui est propre à un sujet découle la question constitutive du sujet quant à savoir par quoi ou pour qui le propre est dit propre.
En résumé, le sujet est une réalité tout à la fois métaphysique, existentielle, morale, politique et juridique. Mais son sens fondamental est métaphysique. En tant que tel, le sujet est la notion fondatrice de l'humanisme, de la modernité et de l'ensemble des valeurs occidentales. Sans sujet, il n'y a - entre autres exemples, ni science, ni valeur morale, ni démocratie.
Les thèses philosophiques qui nient la validité de la notion de sujet sont bien souvent qualifiées d'antihumanisme. Cette négation et ce qui en résulte seront vues plus loin.

## Le sujet logique
L'idée de sujet est discernée par Aristote dans les Catégories. Il s’agit du premier livre de l’Organon, traité majeur de logique d’Aristote. Le langage comprend, en effet, tout un ensemble de catégories grammaticales différentes : les noms, les verbes, les adjectifs, les adverbes, etc. Aristote s’aperçoit que ces différentes catégories du langage répondent à une organisation de l’être : les noms correspondent aux choses, les adjectifs aux qualités, etc. L'objet de ce traité sera par conséquent d’examiner une à une ces catégories de l’être auxquelles correspondent autant de catégories grammaticales. Or, la catégorie grammaticale la plus intéressante est la catégorie du sujet. Selon Aristote, toute phrase peut, en effet, être décomposée selon le schéma sujet-prédicat, c'est-à-dire qu'une phrase consiste toujours dans le fait d'attribuer une caractéristique ou une action à un terme donné. Le sujet, d'un point de vue grammatical, est donc le terme auquel on associe cet attribut ou ce verbe. C'est cette définition grammaticale de la notion de sujet qui nous conduit directement à la conception métaphysique ou ontologique du sujet. En effet, ce qui, dans l'ordre de l'être, correspond à la catégorie grammaticale du sujet, c'est tout simplement la substance. De même que, dans l'ordre grammatical, il faut un sujet auquel tous les prédicats seront attribués, de même, dans l'ordre de l'être, il faut une substance ou un substrat auquel toutes les qualités et tous les accidents seront attribués. C'est pourquoi la catégorie grammaticale du sujet est la catégorie grammaticale par excellence, de même que, dans le domaine proprement métaphysique, la catégorie de la substance est la catégorie ontologique par excellence, celle qui se confond avec l'être en tant qu'être.

## La notion et ses problèmes

### Une conception générale
L'une des conceptions les plus influentes de la philosophie occidentale moderne est que le sujet est dans l'identité de la conscience à travers le temps et dans la saisie immédiate de soi par soi en tant qu'étant. Cela fait deux thèses problématiques :
- Concernant l'identité du sujet : quant à savoir si l'on peut penser un sujet qui ne soit pas identique ou si la non-identité est ou non la négation de l'idée de sujet, quant à savoir si le sujet peut exister dans le temps ;
- Concernant la conscience de soi, on peut se demander si cette conscience veut dire que nous nous connaissons en tant que sujets, et si l'idée de sujet n'est que l'objet d'une croyance, d'un objet mental. La conscience fait la synthèse entre le sujet en tant que propre et sujet de la connaissance (sujet qui connaît, qui se représente, personnalité et âme). Le sujet, chez Descartes par exemple, est « ce pour quoi ou pour qui il y a une représentation », et donc également ce pour quoi ou pour qui il y a connaissance, y compris connaissance de soi-même. C'est là la racine de l'idéalisme moderne : le sujet est pensant, connaissant et, se sachant connaissant (identité du je), il existe dans la certitude de ce savoir : le sujet est la raison et se confond avec le je. Dans une autre langue, on dirait que le sujet, c'est l'universel, ou plus exactement, pour le cas de Descartes, qu'il tend à l'universel.

De cette conception, on peut dégager au moins deux grands courants de pensée :
Un courant prend le « je » pour élément fondateur, le fondement ultime, indépassable : absorption de l'absolu dans le « je ». Le particulier, l'individuel est valorisé. Un autre courant prend le sujet pour absolu seul, en particulier sujet de l'histoire : absorption de l'individuel dans l'absolu. Cette conception tend vers le panthéisme : l'individu n'est pas le sujet de la pensée qu'il perçoit comme sienne, mais c'est l'idée, Dieu ou la nature. Cette dernière conception montre que l'on ne doit pas associer par habitude le sujet et l'individu, car il est possible de nier à ce dernier cette qualité : je ne suis pas un sujet, mais une certaine variation accidentelle dans ce qui existe. À l'inverse, si l'on conçoit l'individu comme sujet, cet individu doit présenter les caractéristiques d'une réalité consistante et peut-être même nécessaire. Cette conception du sujet n'est pas apparue complètement dans les premières œuvres philosophiques de Descartes. Elle n'a vraiment été développée que dans les méditations métaphysiques, parues en 1641, sous la forme de ce que l'on peut qualifier de doute hyperbolique : la philosophie première d'Aristote, reformulée au XIIIe siècle dans le cadre de la métaphysique, a été sérieusement remise en cause par Descartes, dans le sens que la cause première d'Aristote, est remplacée par un principe premier, le sujet pensant, selon la célèbre formule cogito, ergo sum.

### Difficultés et questionnement de la conception deLeibniz
La réunion dans le sujet de la conscience et de la pensée a été dénoncée par plusieurs philosophes, dont Leibniz. Un problème parmi d'autres que soulève cette conception est que la représentation n'est pas le sujet, la conscience n'est pas la pensée ; la représentation est la représentation du sujet, et le cas possessif rend cette ambiguïté :
- La représentation appartient à un sujet qui la reconnait comme telle, il ne lui est pas extérieur.
- La représentation représente un sujet qui se représente en tant que sujet... ; le sujet est dans la représentation. Comment le sujet est-il dans la représentation ? Quel est alors le mode d'existence d'un sujet ?

À la suite de ces questionnements, il est difficile de ne pas demander qui est le véritable sujet de la représentation ? Qui a conscience de quoi ? Si c'est le sujet qui est dans la représentation, alors il faut admettre que ce sujet est à la fois dans la représentation en tant que représenté qui se représente, et hors d'elle en tant que sujet à proprement parler. On en vient alors à cette conclusion qu'il n'y a pas du tout de sujet véritable dans la représentation : il n'y a seulement que de la représentation sans sujet. Nous concevons et ne concevons pas le sujet de la représentation...
Il ne pourrait donc y avoir de connaissance de soi par le moyen de la conscience ; la conscience de soi, l'autoprésentation de nous-mêmes, est une conséquence du sujet, ou l'une de ses facultés, telle que le sujet n'y est pas en tant que cause. Appréhender une identité par la conscience - la conscience stable que le « je » pense avoir de moi au cours de ma vie - c'est appréhender une série d'effets ou de symptômes, d'une cause ou d'une série de causes dont je n'ai pas une intuition immédiate. Une autre conséquence importante pour l'interprétation du sujet est que nous avons une expérience de la conscience de soi alors que cette conscience de soi perçue comme telle est impossible : nous n'avons, à propos de la conscience de nous-mêmes, que la croyance qu'une certaine réalité que nous percevons est un soi, un sujet, un noyau intime, nous n'en avons pas le savoir.
Le sujet dans cette conception classique se dérobe donc à la conscience, et il ne reste plus que l'idée formelle d'un sujet/cause/substrat d'actes et de pensées que nous reportons particulièrement à un nous-mêmes difficile à penser. On pense alors un sujet transcendantal, i.e. un sujet comme condition de l'action et de la pensée, ce qui implique que :
- le sujet n'est nulle part dans le monde, il n'est pas donné, il n'est pas empirique ;
- il n'est pas déterminé : on ne peut définir ce qu'est le sujet, ni lui appliquer les catégories de l'être (pour le dire trivialement : le sujet n'est ni grand, ni petit, il n'a pas de couleur, etc.) ;
- le sujet est la cause première de la causalité de la volition ;
- le sujet est ce qui pense.

Cette conception du sujet a également été critiquée par Thomas Hobbes et Baruch Spinoza, pour qui la conscience n'est pas uniquement accessible par la raison, comme le pensait Descartes, mais aussi par l'expérience et les sens, même si les perceptions qui nous viennent des sens sont quelquefois trompeuses, comme le dit si bien Descartes.
Enfin, la psychanalyse moderne, à travers la notion d'inconscient, déjà identifiée par Leibniz, tend à dissocier, comme on l'a déjà vu, la pensée et la conscience. La conception cartésienne du sujet, qui tend à définir le sujet par son rapport à un objet (dissertation, problème scientifique ou technique à résoudre, loi à élaborer...), tend à sous-estimer le facteur humain dans les relations que l'on établit dans la vie courante, dans les entreprises, les administrations, ou la vie politique. Plus que Sigmund Freud, pour qui la notion d'inconscient reste individuelle et liée à un sujet, Carl Gustav Jung met en évidence la dimension collective de l'inconscient. Ainsi, l'individu est sujet, non pas dans un rapport avec un objet, mais dans une relation avec d'autres sujets. Dans cette conception, ce qui importe est moins la compétence technique d'un individu que son aptitude à établir une relation de confiance avec son ou ses interlocuteurs dans une équipe : écoute, compréhension, reformulation... La synthèse sera le résultat d'une convergence entre plusieurs analyses.
L'individualisme français trouve probablement sa source dans une conception du sujet orientée vers un objet, et non vers des sujets.
Ce principe de relation de sujet à sujets est d'ailleurs mis en œuvre dans tous les mécanismes d'intelligence collective, d'intelligence économique, de dynamique de groupe, pour lesquels les anglo-saxons semblent plus familiers que les Européens sur le continent.
Wikipédia est une illustration exemplaire de ce que peut être une relation de sujet à sujets, même si les relations physiques n'existent pas toujours.

### Résumé des difficultés posées par la notion de sujet
Sujet et moi semblent bien être deux choses différentes. En quelque sorte, mon moi n'est pas la cause de mes actes, car cette cause serait un sujet qui n'est pas un moi. Cette idée de sujet est ainsi dotée de faculté : volonté, entendement, etc. C'est le cas notamment en morale, lorsque nous attribuons des mérites ou des blâmes : la responsabilité que nous supposons suppose à son tour un sujet capable de répondre de ses actes et de ses pensées. Mais on voit le caractère circulaire d'une telle conception : pour comprendre le sujet, on se rapporte à des facultés du... sujet !
Cette difficulté fait apparaître l'obscurité inhérente au concept de sujet, obscurité déjà perceptible dans l'idée d'un acte du discours auto-référent : en disant « je », je produis un acte de discours qui ne se rapporte pas à l'objet que j'ai à l'esprit de la même manière, ou aussi clairement que si je dis par exemple : « elle » ou plus trivialement encore : « table ». Je suis l'objet même auquel je me réfère, et cette référence est constituée par le fait que c'est moi qui parle.

### Obscurités du sujet
Pour une analyse détaillée des aspects obscurs du sujet : voyez inconscient et désir.
- obscurité quant à nos perceptions : nous ne nous percevons pas entièrement ou pas du tout : le sujet, même s'il s'efforce vers la raison (qui, dans une conception classique, est son essence) n'est pas transparent à lui-même ;
- obscurité quant au monde : le sujet, en tant que sujet de perception et de connaissance, est au sein d'un univers qui est pour lui lacunaire, opaque et inexpliqué ;
- obscurité du sujet quant aux motifs de son action (désir, liberté, inconscient) ;
- quant à son origine et sa nature : problème de l'inconscient.

Il apparaît ainsi que la conscience, loin d'être le sujet, entretient avec lui un rapport problématique ; l'aspect le plus significatif est le désir, cette tendance qui peut sembler irrationnelle (le sujet de l'action n'est plus la raison) et échapper au contrôle de la conscience, notamment lorsque cette conscience est morale.
"Que signifie le sujet que nous appelons toi ou moi ? Sub-jectus, celui qui, couché, jeté dessous, jeté sous les pierres, meurt sous les boucliers, sous les suffrages, sous nos acclamations." Réponse de Michel Serres au discours de René Girard

## La négation de l'idée de sujet
L'obscurité de la notion de sujet est étonnante : c'est nous le sujet - croyons-nous - et nous ne sommes pas capables d'en produire une description claire et évidente. Se peut-il que cette déficience soit l'expression d'une illusion ? Nous ne parvenons pas à élucider complètement la notion de sujet parce que le sujet n'existe pas et que sa notion n'est qu'un mot, mot qui ne se réfère à rien de réel. Examinons cette dernière thèse.
Le point de départ est que le sujet n'existe pas, et que nous n'avons fait jusqu'ici que tenter de construire une notion abstraite. On commencera par examiner ce que peut vouloir dire la phrase, le sujet n'existe pas dans tous les domaines qui intéressent la philosophie et on l'illustrera ensuite pour bien faire comprendre de quoi il retourne dans ce problème.
En premier lieu, si le sujet n'existe pas, il serait absurde de conserver les notions morales qui s'y rattachent : en tant que l'individu est un sujet, nous avons dit qu'il est libre, capable de répondre de ses actes et doté d'une dignité inhérente et inaliénable. Mais il n'y a pas de sujet ; l'individu n'est donc pas un sujet.
L'individu, l'être humain en général, n'est donc ni libre, ni responsable de ses actes et ne possède aucune dignité au sens où la notion de sujet permettait de lui attribuer de manière essentielle toutes ces qualités. Considérons les conséquences de cette réfutation antihumaniste du sujet.
- Si le sujet n'existe pas, la personne n'est pas libre : cela signifie qu'elle n'est pas la cause de ses actes et de ses pensées :
  - la volonté, en tant que faculté de se déterminer soi-même d'après des principes rationnels, est donc également une notion dénuée de sens. La personne n'a pas de volonté.
  - la pensée n'appartient pas à un sujet. L'individu ne pense pas en vertu d'une faculté, il n'est pas libre de penser ce qu'il pense, mais subit ses pensées.
- Si le sujet n'existe pas, il n'est pas responsable de ses actes : l'individu ne peut donc avoir aucun mérite ni ne peut être blâmé. La personne n'est pas essentiellement un être moral.
- Si le sujet n'existe pas, il n'y a pas de dignité humaine : l'existence humaine n'a donc pas de valeur en soi. Elle n'a pas de valeur morale ou juridique qui lui soit naturellement attachée.

Pour faciliter la compréhension des conséquences d'un rejet de la notion de sujet, voici maintenant quelques exemples :
L'individu n'est pas libre. Il faut donc qu'il soit déterminé par quelques autres causes que ce que l'on nomme volonté. Mais nous ne voyons pas d'autre causalité que celle des lois de la nature. Ainsi, toute personne est-elle  un être essentiellement déterminé par la nature. Il n'y a pas de transcendance humaine. Il faut donc que l'être humain ne soit qu'un être biologique et vivant en société, être que l'on peut étudier par les sciences (physiologie, neurophysiologie, théorie de l'évolution, sociologie, etc.). Il n'y a pas d'autre explication disponible du phénomène humain.
L'individu n'est pas responsable. Ses crimes ne peuvent lui être imputés comme s'il en était le véritable auteur. Tout individu est innocent de ses crimes. Mais, en sens contraire, personne n'est responsable de ses talents, de sa réussite, etc.
L'individu n'a pas de dignité. Sa valeur morale est imaginaire et il n'a pas de droit naturel. Par exemple, les droits de l'homme sont des droits qui ne portent sur rien. L'esclavage n'est condamnable ni moralement ni juridiquement (pour ce qui concerne le droit naturel), et la torture ne l'est pas plus. La soumission des femmes, par une société ou une religion, n'est pas plus répréhensible. Pas plus que l'homme, la femme n'a de valeur spécifique, et l'usage de la force pour asservir les femmes à un ordre, quel qu'il soit, n'est qu'un simple fait naturel.
Mais les conséquences de cette pensée ne s'arrêtent pas là. Si la notion de sujet est vide ou inintelligible, elle n'en existe pas moins en tant que pensée. Mais c'est une pensée qui ne réfère à rien d'extérieur. D'où vient alors cette idée ?

## Autre conception
Parvenus à ce point de la réflexion, les plus grandes difficultés concernant la notion de sujet ont été exposées. Et on voit que cette notion et sa négation conduisent à une antinomie qui reflète les différentes pensées sur le sujet et leurs conséquences :
- la notion de sujet métaphysique ou transcendantale a des lacunes ;
- la négation du sujet a des conséquences extrêmes qui ne sont généralement pas acceptées.

En ce qui concerne le premier point, on pourrait se demander si l'argument que le sujet est une notion peu intelligible ou creuse n'est pas d'une fausse évidence ; et, en ce qui concerne le second, les conséquences que l'on déduit de la négation du sujet sont-elles véritablement nécessaires ?
En admettant que l'être humain n'est pas un sujet et qu'il n'a pas en conséquence de valeur morale en soi, on fait comme si toute dignité et toute valeur devaient se comprendre d'après la notion de sujet. Mais c'est à l'évidence un sophisme, car le sujet étant supprimé, il n'en reste pas moins que l'humain, en tant qu'être naturel, fuit la douleur, et recherche le plaisir, et attribue des valeurs à ses semblables et aux choses qui l'entourent. Ainsi, dans une communauté, des personnes peuvent-elles faire preuve d'un respect mutuel sans avoir la moindre idée de ce que peut-être un sujet aux divers sens qui ont été développés jusqu'à présent. Ainsi, nier le sujet ne revient pas nécessairement à affirmer que tout est permis, que tout être humain est sans valeur. On peut à partir de là se demander s'il est possible, quelle que soit la forme d'antihumanisme que l'on soutient (avec le relativisme moral qui lui est attaché), de sacrifier intégralement les valeurs qui s'attachent à l'idée d’humain. Il y aurait donc un abus à lier de manière essentielle la notion de sujet et ces notions morales que sont la liberté, la dignité, etc.
Cependant, il ne suit pas de là que la négation du sujet exclut les violences citées plus haut. Bien au contraire, et l'histoire en fournit de nombreux exemples : il peut régner dans une communauté dominante des valeurs d'une grande humanité, cela ne veut pas dire que cette communauté s'interdira de réduire en esclavage des classes entières, de tenir les femmes pour des biens dont on dispose pour le plaisir et la reproduction, de faire souffrir pour le plaisir d'un spectacle.
Mais, malgré tout, on a là une possibilité de concevoir le sujet qui peut aider pour résoudre le problème soulevé par le premier point. En effet, nous parlions de communauté, ce qui implique la relation à l'autre. Et nous pouvons nous rendre compte maintenant que nous avons traité le sujet comme une abstraction métaphysique, comme une essence sans existence. Or, l'existence brutale nous fait voir qu'il n'y a pas de sujet réel sans un autre que soi. C'est cet entrelacement des individus que nous allons maintenant tenter d'éclaircir, entrelacement dont l'intérêt pourrait être de supprimer les faux problèmes de l'humanisme et de l'antihumanisme.
Les nouvelles technologies de la communication sont-elles un handicap dans la vie scolaire ?

## Les critiques
Des critiques sur la notion de sujet émergent désormais. On rappelle que cette notion, réduite à l’individu, relève d’une construction culturelle qui n'est pas universelle. C'est en fait une conception plutôt rigide et statique de l'individu qui s'est imposée dans les schémas mentaux du sujet et dans les grandes théories philosophiques : homme, blanc (voire spécifiquement européen), hétérosexuel, toujours jeune et en santé, propriétaire de son logement et de ses biens. Des auteurs argumentent qu'il faudrait donc lutter contre cette figure de l'individu universel abstrait, ancré ni dans un moment historique ni dans une position culturelle, puisque les logiques économistes et globalisantes du monde contemporain amènent une nouvelle forme de vulnérabilité. Cette position théorique implique de redonner une subjectivité aux individus de manière générale, ou autrement dit, de réactiver un processus de subjectivation. Ceci peut se faire en les considérant non plus comme seuls objets du savoir, mais acteurs et créateurs de ce savoir.
De plus, tous les sens du mot sont liés au point que l'on puisse faire la critique du sujet en l'assimilant à un être purement logique, voire à une fiction logique, fiction elle-même dérivée d'une habitude grammaticale trompeuse : par exemple, le fait de dire je dans une phrase ne serait en aucun cas la preuve que nous sommes un item auquel on prédique une qualité. Le je grammatical n'est pourtant pas universel dans l'énonciation de soi puisque quelques langues, dont le japonais, ne désignent pas explicitement la centralité du sujet vers soi[précision nécessaire]. 

## Citations
- Blaise Pascal : « L’homme n’est qu’un roseau, le plus faible de la nature; mais un roseau pensant. »
- André Comte-Sponville : « Le sujet est-il ce dont il faut partir (Descartes, Sartre), ou l'illusion dont il faut se déprendre (Spinoza) ? »[3]

### Textes
- René Descartes, Méditations métaphysiques, Paris, Flammarion, coll. GF.
- Emmanuel Kant, Critique de la raison pure, Paris, Flammarion, coll. GF.
- Edmund Husserl, Méditations cartésiennes, Paris, Vrin, 1966.
- Sigmund Freud, Introduction à la psychanalyse, Paris, Payot, collection PBP.
- Paul Ricœur, Soi-même comme un autre, Paris, Le Seuil, coll. Points, 1996.

### Études
- Étienne Balibar, Barbara Cassin, Alain de Libera, « Sujet », dans Barbara Cassin (dir.), Vocabulaire européen des philosophies : dictionnaire des intraduisibles (2004), Seuil Le Robert, Paris, 2019, p. 1233-1254,  (ISBN 978-2-02-143326-5)
- Olivier Boulnois (éd.), Généalogies du sujet. De saint Anselme à Malebranche, Paris, Vrin, 2007.
- Alain de Libera, Naissance du Sujet (Archéologie du Sujet I), Paris, Vrin, 2007.
- Alain de Libera, La quête de l'identité (Archéologie du Sujet II), Paris, Vrin, 2008.
- Alain de Libera, La double révolution. L'acte de penser I (Archéologie du Sujet III), Paris, Vrin, 2014.
- Farid Laroussi, Écritures du sujet: Michaux, Jabès, Gracq, Tournier, Éditions Sils Maria, 2006.
- C.-E. de Saint Germain, La Morale, le Sujet, la Connaissance, Paris, Ellipses, 2012.
- Maxence Caron, Heidegger: Pensée de l'Être et origine de la subjectivité, Paris, Le Cerf, 2005.